# Gimpo Airport
Gimpo International Airport (koreanska: 김포국제공항), vanligtvis känd som Gimpo Airport (IATA: GMP, ICAO: RKSS) (tidigare Kimpo International Airport) är en flygplats väster om centrala Seoul i Sydkorea nära Hanfloden. Flygplatsen var den stora internationella flygplatsen för Seoul och Sydkorea fram till 2001, då Incheons internationella flygplats övertog den rollen. Gimpo Airport flyger mest inrikes och några internationella. Med 18 513 927 passagerare 2011 är flygplatsen den näst största i Sydkorea.

## Historia
Flygplatsen började byggas 1939 och blev färdig 1942.
I samband med att USA besegrade Japan i andra världskriget förhandlades det fram en överenskommelse med den nybildade sydkoreanska staten om att flygplatsen skulle tas över av USA:s flygvapen 1949. Den blev en viktig del för USA under Koreakriget..1958 expanderade flygplatsen och sammanfogades med Yeouido flygplats för att bli en internationell flygplats. 1960 upphörde avtalet med USA.
2001 togs alla internationella flygningar över av Incheons internationella flygplats och Gimpo började enbart flyga inrikes fram till november 2003, då första linjen till Japan öppnades, och sedan 2001 går även flyg till Kina och från 2012 till Taiwan.